# Cmentarz Parafii Matki Bożej Pocieszenia w Poznaniu
Cmentarz parafii pw. Matki Bożej Pocieszenia w Poznaniu (ang. Our Lady of Consolation Parish Cemetery in Poznań) – cmentarz parafii rzymskokatolickiej pod wezwaniem Matki Bożej Pocieszenia w Poznaniu. Dojazd do cmentarza znajduje się przy ul. Borówkowej w Suchym Lesie.

## Historia i położenie
Jeden z najmłodszych i najmniejszych cmentarzy Poznania, założony w latach 90. XX w. dla parafii Matki Bożej Pocieszenia na Podolanach. Znajduje się przy ul. Borówkowej w Suchym Lesie, na parceli formalnie wchodzącej w skład terytorium miasta, lecz praktycznie odciętej od niego (Strzeszyn) torami linii kolejowej Poznań – Piła.
Na terenie cmentarza wznosi się kaplica Archaniołów Michała, Gabriela i Rafała, służąca również potrzebom duszpasterskim, z witrażami z przedstawieniem Chrystusa Miłosiernego i archaniołów. Cmentarz wyróżnia się młodą zielenią.

## Pochowani
Na cmentarzu spoczywają między innymi:
- Józef Baranowski (1929-2004), architekt i urbanista.
- Kazimierz Flotyński (1924-2006), prezbiter katolicki, proboszcz podpoznańskich parafii[2].
- Kazimierz Gregorkiewicz (1925-1988), architekt, urbanista i działacz społeczny.
- Henryk Teodor Hudzik (1945-2019), profesor nauk matematycznych związany z UAM, laureat Nagrody im. Stefana Banacha (1986)[3].
- Jan Władysław Kopydłowski (1929-2004), architekt budowli sakralnych.
- Henryk Telesfor Rogacki (1942-2010), profesor nauk geograficznych związany z UAM i US.
- Andrzej Wincenty Szczytko (1955-2021), aktor teatralny i filmowy, reżyser teatralny, laureat Nagrody Witkacego (2016)[4].
- Jerzy Kazimierz Tyranowski (1942-2020), profesor nauk prawnych związany z UAM i SWPS, specjalista prawa międzynarodowego[5].
- Hanna Waligóra (1935-2012), działaczka oświatowa związana z TPD[6][7].

## Galeria

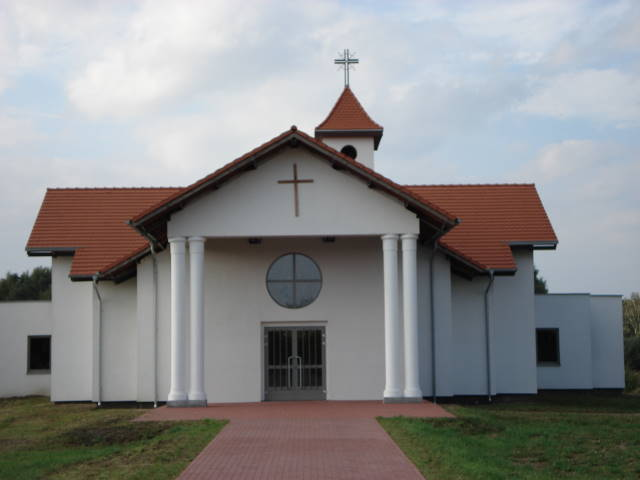
Kaplica
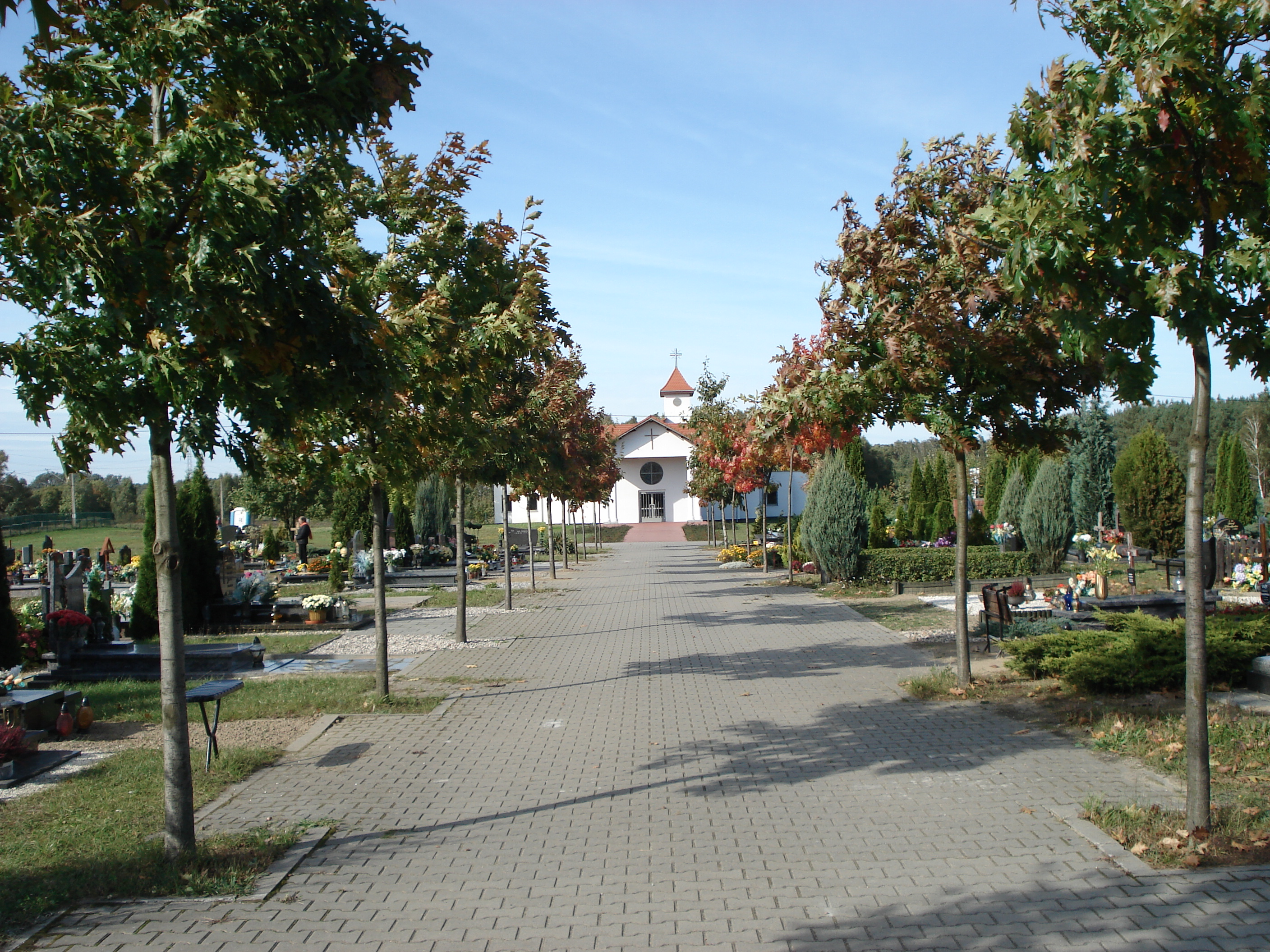
Główna aleja
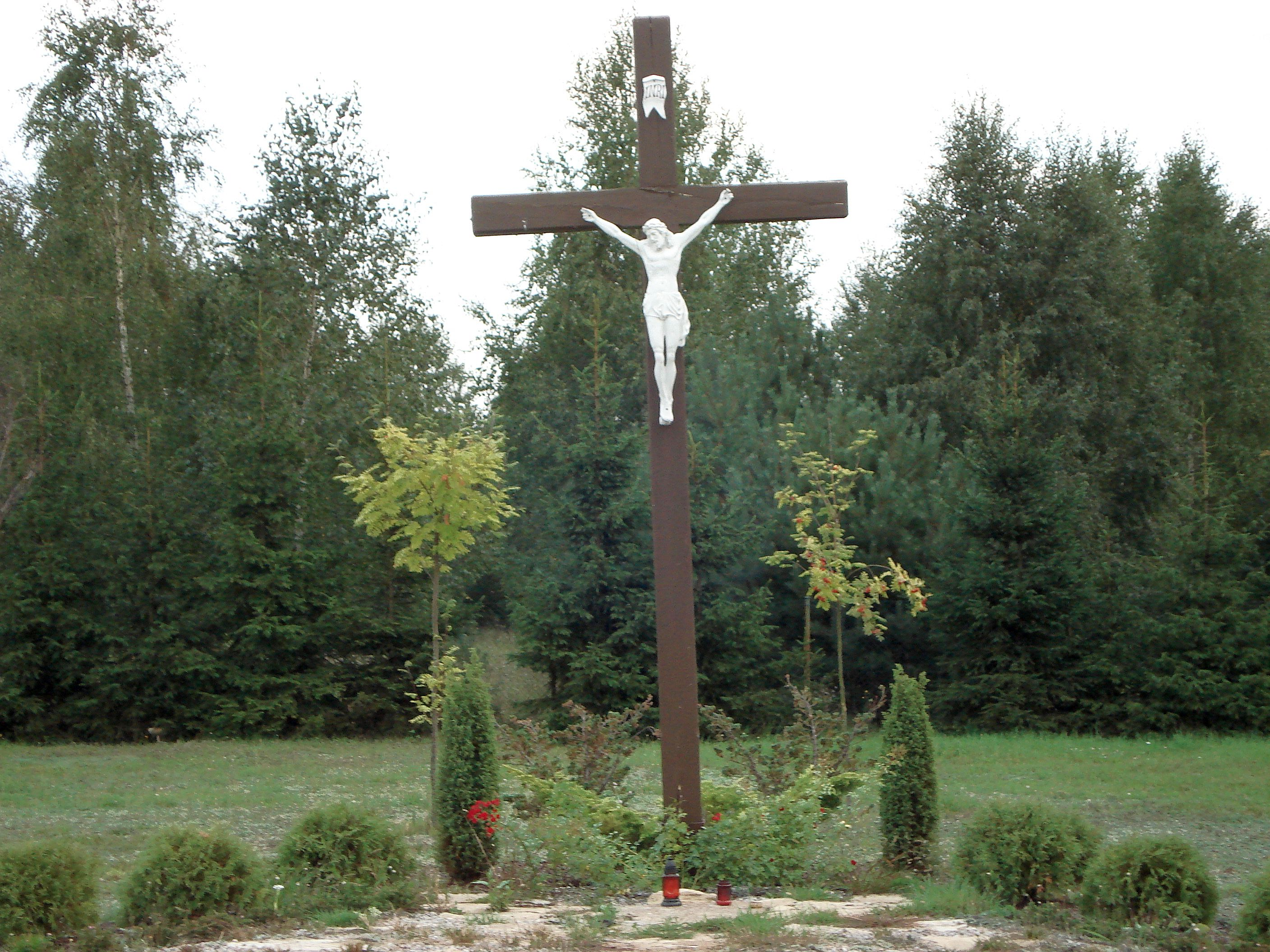
Kalwaria
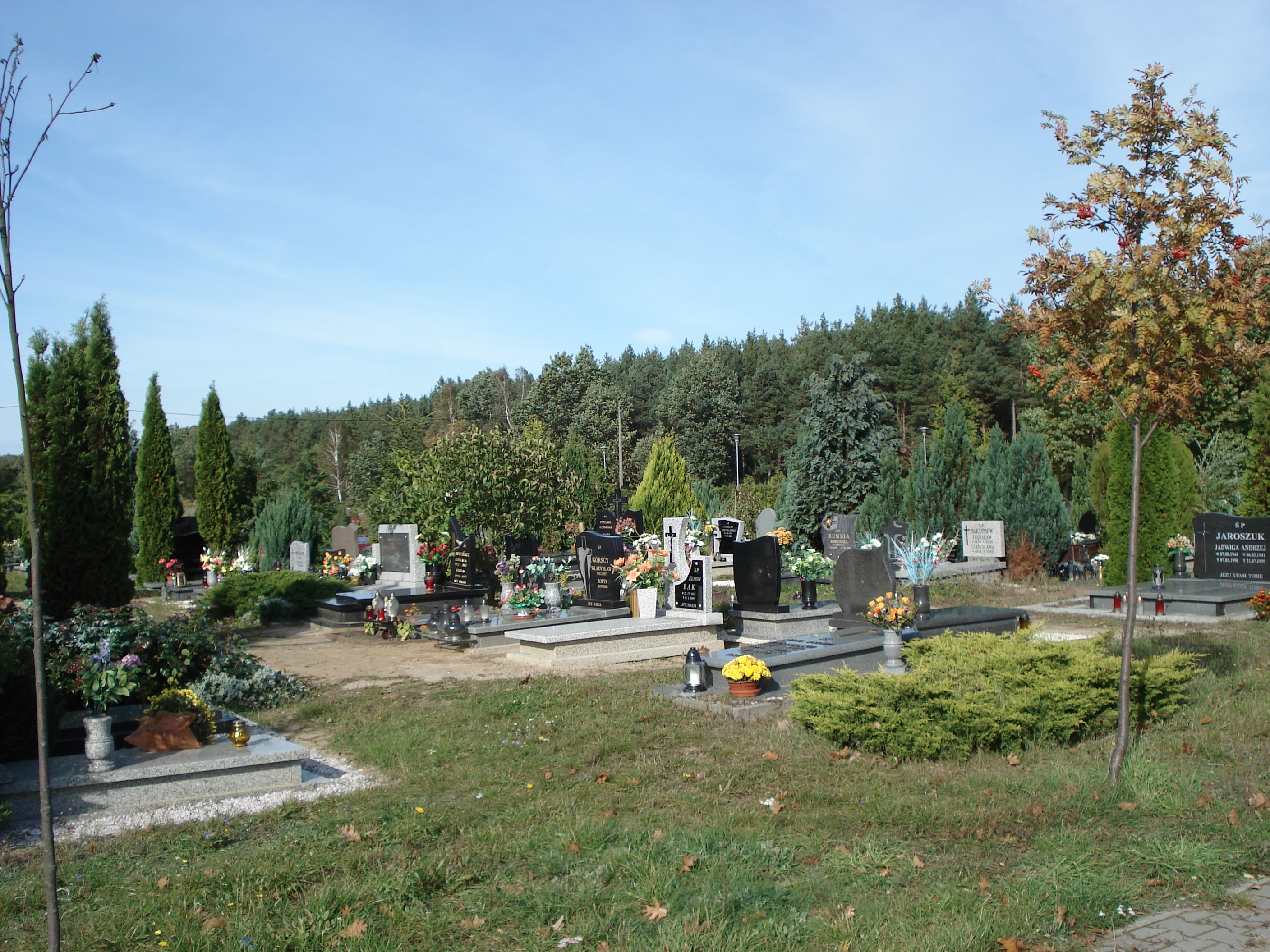
Fragment cmentarza
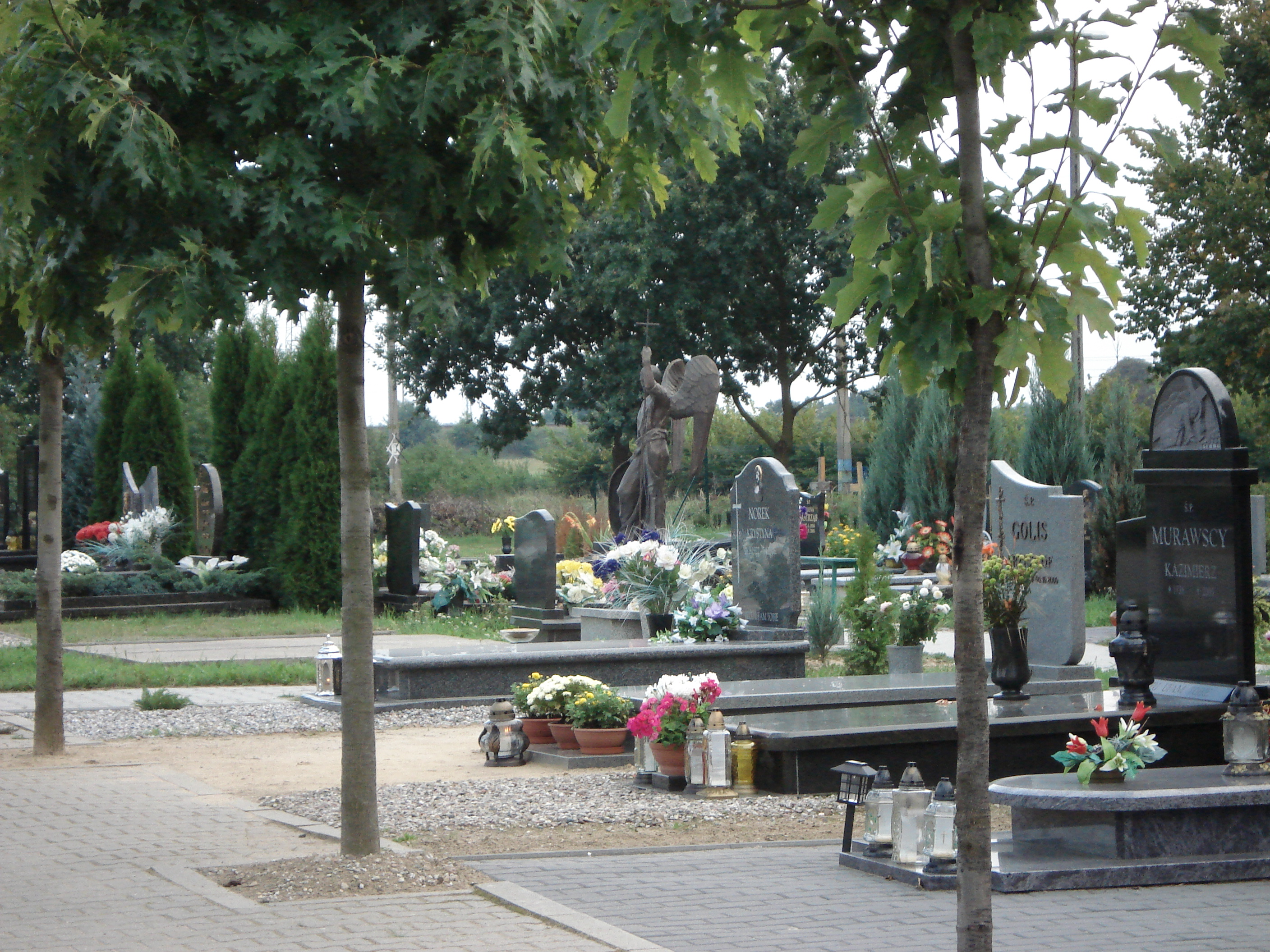
Fragment cmentarza
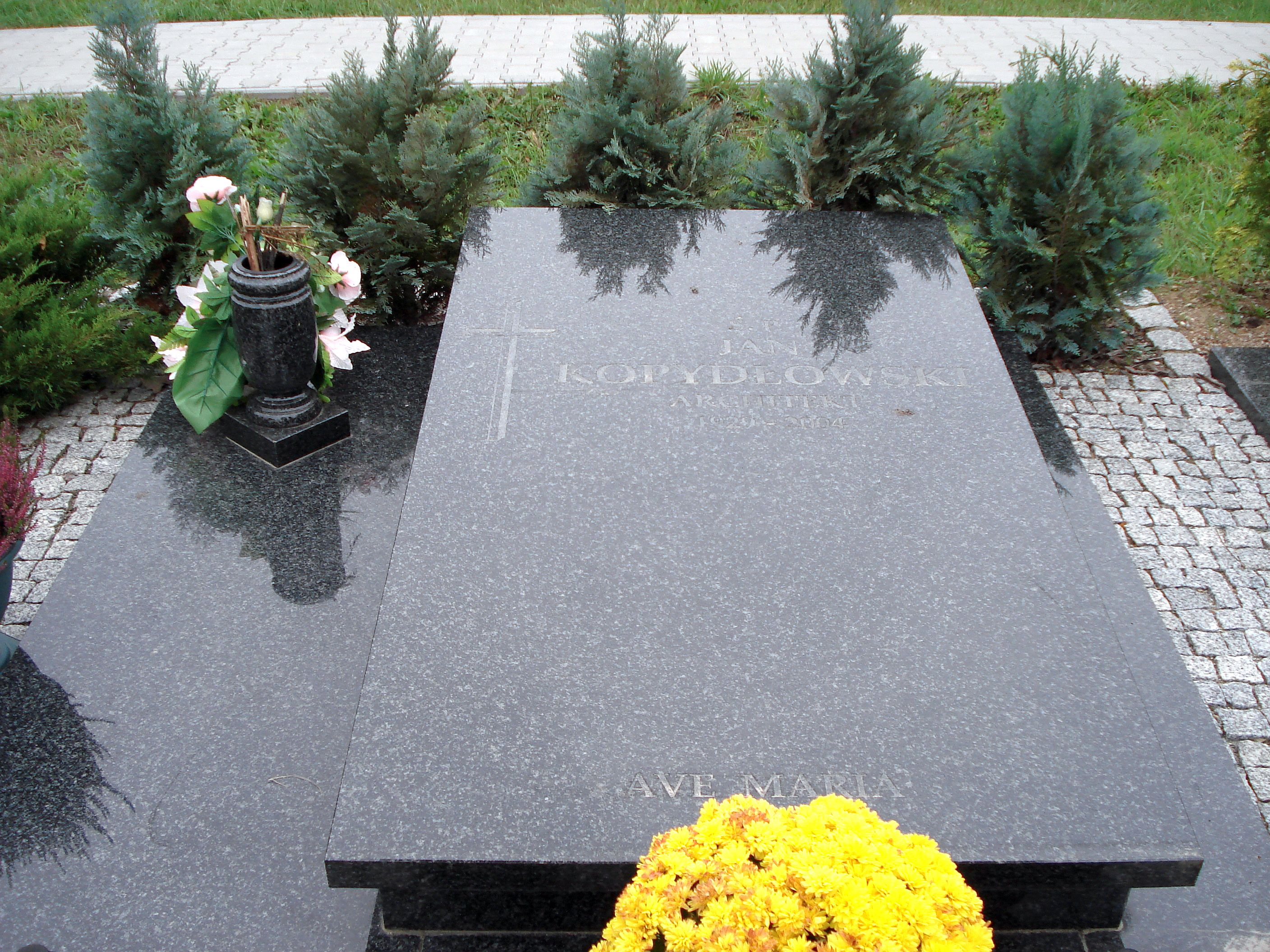
Nagrobek Jana Kopydłowskiego
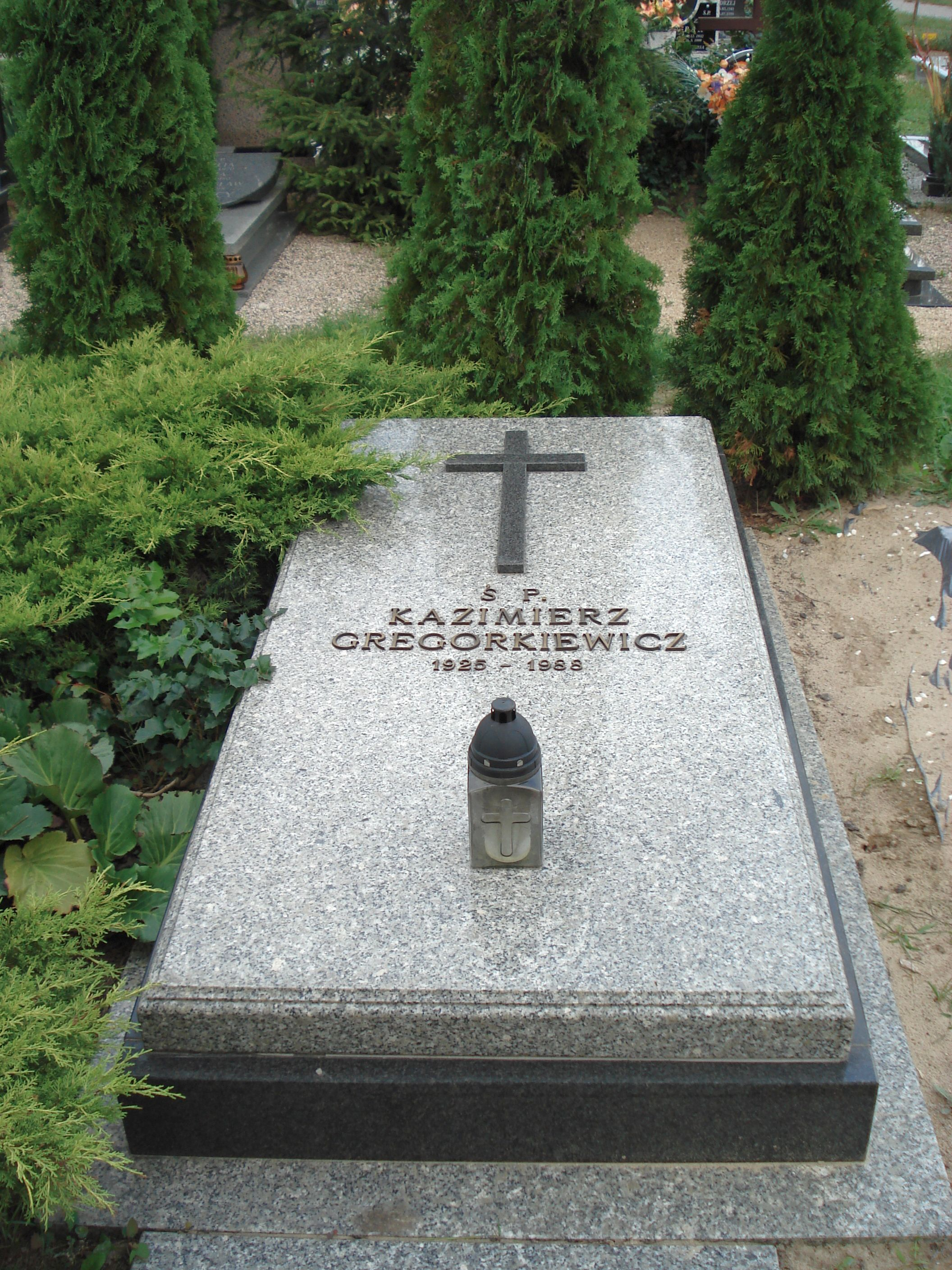
Nagrobek Kazimierza Gregorkiewicza
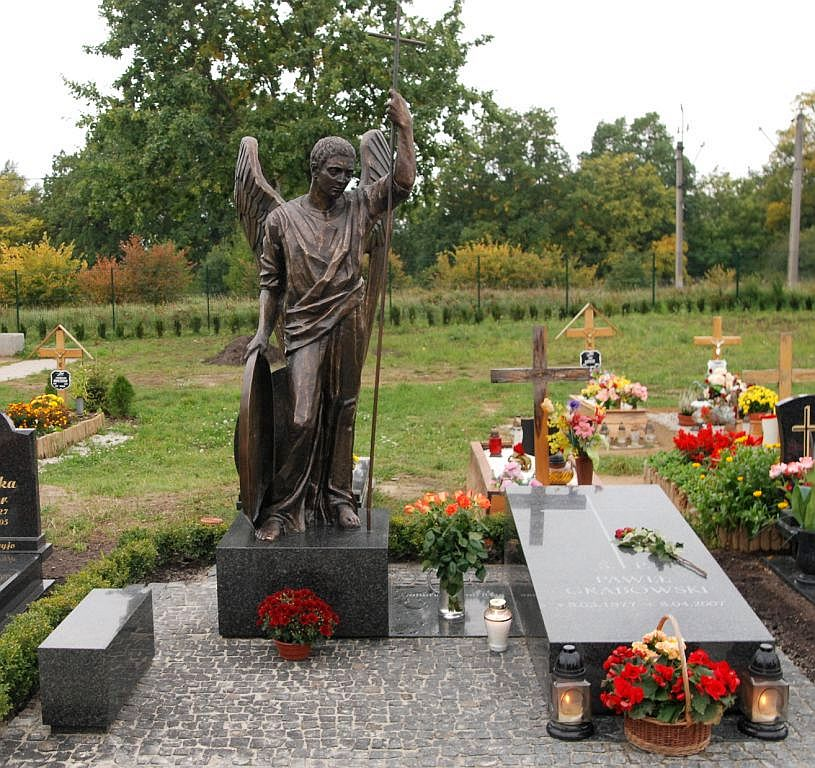
Nagrobek Pawła Grabowskiego
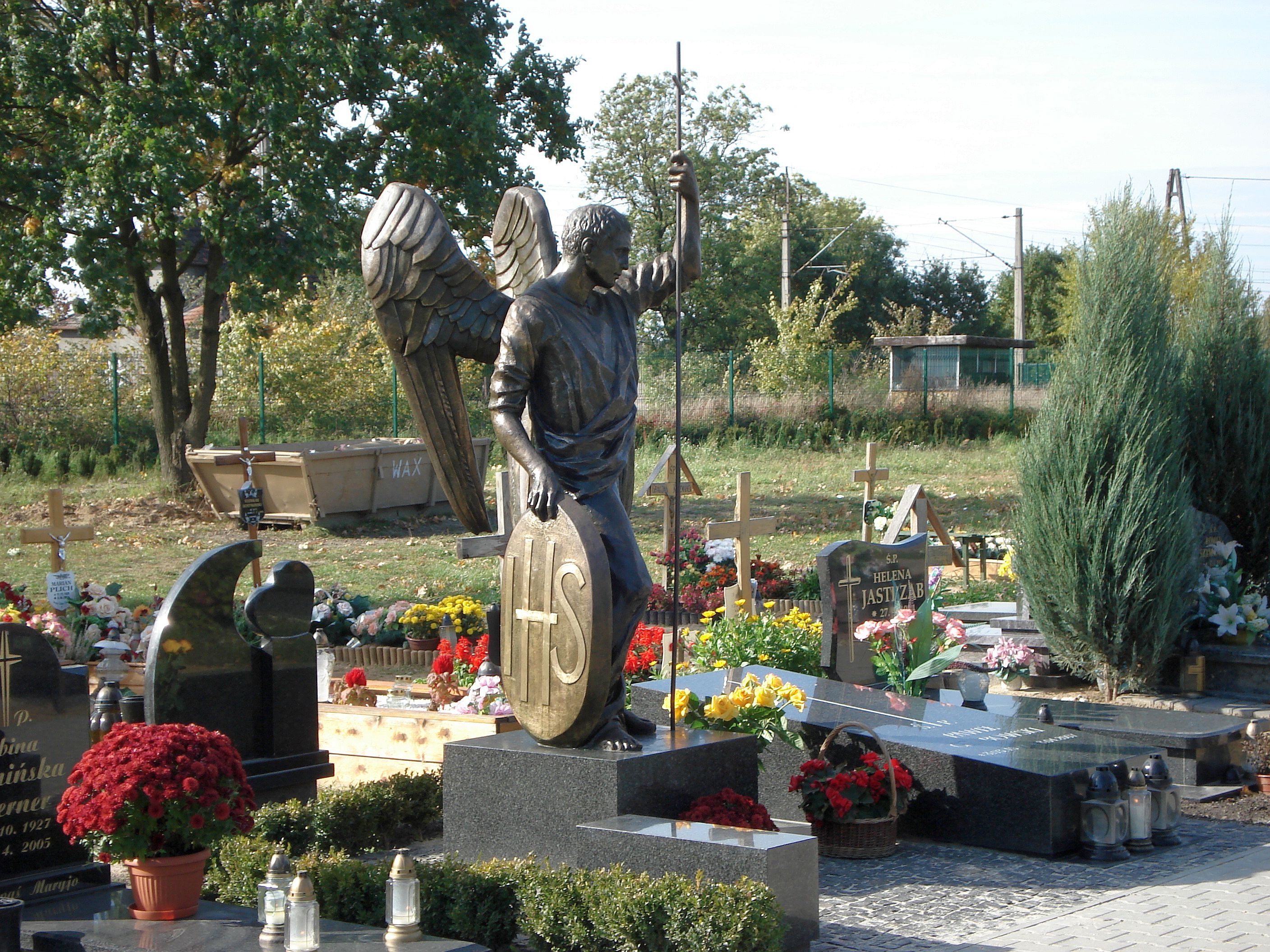
Nagrobek Pawła Grabowskiego